# Aus der Asche
Aus der Asche – (niem. z popiołów), siódmy album niemieckiego zespołu Saltatio Mortis i czwarty, którego gatunek został określony jako rock średniowieczny. Został wydany 31 sierpnia 2007 i dobił do 29 miejsca 100 Najlepszych Niemieckich Albumów MediaControl.

## Kompozycja albumu
Wyglądem CD zajął się Florian "Magister Flux" Lacina, odpowiedzialny również za pirotechnikę na koncertach. Podobnie jak w Des Königs Henker, obok tekstów piosenek znajduje się zdjęcie członków zespołu. Obrazek jest utrzymany, podobnie jak cały design albumu, w czerwieni i czerni. Symbolizuje to ogień, podobnie jak "powstający z popiołów" feniks na okładce. W środku broszury znajduje się  podziękowanie grupy i jej pojedynczych członków. Poza tym opisana została obsada i płyta.  

## Lista utworów
1. Prometheus – 4:30
2. Spielmannsschwur – 3:21
3. Uns gehört die Welt – 3:44
4. Sieben Raben – 4:00
5. Varulfen – 4:43
6. Irgendwo in meinem Geiste – 4:09
7. Koma – 4:05
8. Wirf den ersten Stein – 3:19
9. Tod und Teufel – 3:43
10. Choix des Dames – 3:01
11. Worte – 4:21
12. Kelch des Lebens – 3:17
13. Nichts bleibt mehr – 3:31
14. Falsche Freunde (Bonustrack) – 4:15